# Олешнянка
Олешнянка (словац. Olešnianka) — річка в Словаччині, ліва притока Кисуці, протікає в окрузі Чадця.
Довжина приблизно 10.8-11.5 км. Витік знаходиться в масиві Моравсько-Сілезькі Бескиди — схил гори Угорська — біля словацько-чеського кордону — на висоті близько 940 метрів. Протікає територією села Олешна.
Впадає в Кисуцю на висоті приблизно 440—445 метрів.